# Barh
Barh é uma cidade e um município no distrito de Patna, no estado indiano de Bihar.

## Geografia
Barh está localizada a 25° 29′ N, 85° 43′ L. Tem uma altitude média de 47 metros (154 pés).

## Demografia
Segundo o censo de 2001, Barh tinha uma população de 48 405 habitantes. Os indivíduos do sexo masculino constituem 54% da população e os do sexo feminino 46%. Barh tem uma taxa de literacia de 59%, inferior à média nacional de 59,5%; com 60% para o sexo masculino e 40% para o sexo feminino. 15% da população está abaixo dos 6 anos de idade.